# 藤庄印刷
藤庄印刷株式会社（ふじしょういんさつ、英: FUJISHO PRINTING INC.）は、山形県山形市に本社を置く、商業印刷、製本加工等を手掛ける印刷会社である。
webメディア「山形会議」を運営し、山形県の魅力情報の発信を行っている。

## 沿革
- 1946年 - 東村山郡山辺町に活版印刷業として発足
- 1965年 - ドイツ製ローランド印刷機導入（関東以北最初の導入）
- 1970年 - 東京支店新設
- 1980年 - 仙台支店新設
- 1984年 - B半裁4色刷オフセット輪転機増設
- 1988年 - 山形県産業賞受賞
- 1990年 - 郡山支店新設
- 1995年 - 蔵王の森工場完成
- 2011年 - 会社分割を実施し、新生「藤庄印刷株式会社」として営業開始

## 事業所
- 国内工場
  - 蔵王の森工場（山形県上山市蔵王の森）

- 国内支店・事業所
  - 東京支店（東京都台東区）
  - 仙台支店（宮城県仙台市）
  - 郡山支店（福島県郡山市）
  - 北部営業所（山形県村山市）
  - 山辺営業所（東村山郡山辺町）